# Ratusz gminy Załęże
Ratusz gminy Załęże – zabytkowy budynek byłego urzędu gminy Załęże, położony w Katowicach przy ulicy Gliwickiej 102. Wzniesiony w stylu neogotyckim.

## Historia

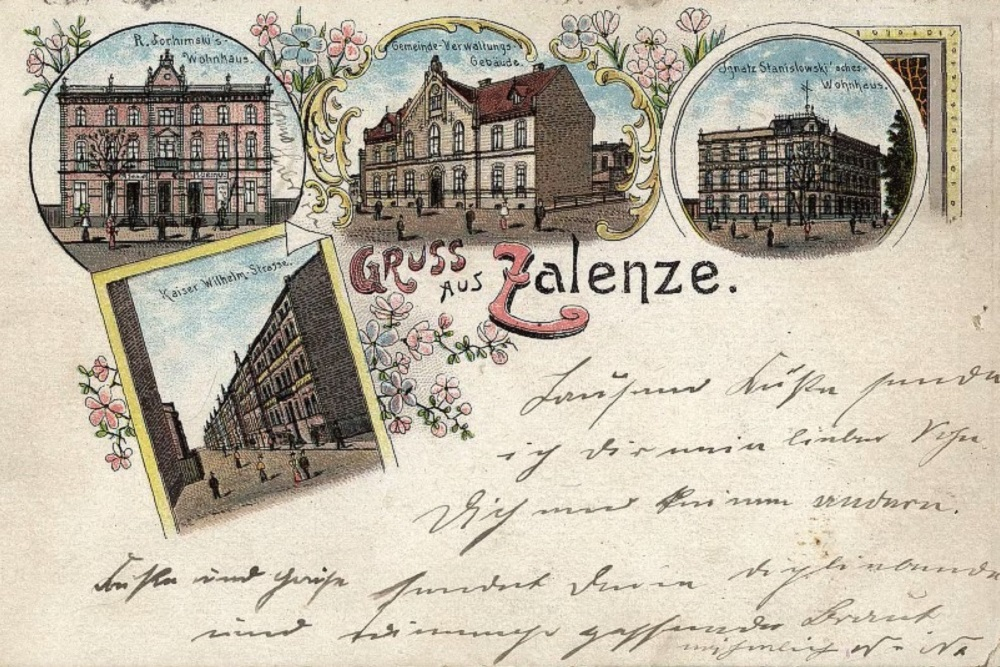
Budynek urzędu na pocztówce z około 1901 roku (pośrodku)

Budynek powstał w 1897 roku jako siedziba urzędu gminy Załęże. Gminę tę w 1924 roku włączono do Katowic i od tego czasu mieścił on różne instytucje i urzędy, w tym m.in. urząd stanu cywilnego, komisariat policji, stację matki z dzieckiem czy gabinet dentystyczny. W 2010 roku przy budynku dawnego urzędu została odsłonięta tablica pamiątkowa z okazji 650-lecia pierwszej wzmianki o Załężu. W 2015 roku wyremontowano schody zewnętrzne prowadzące do głównego wejścia, a rok później przy jednym z wejściu do gmachu nasadzono pergole. 
Budynek dawnego urzędu od 27 lipca 2016 roku chroniony jest przepisami miejscowego planu zagospodarowania przestrzennego uchwalonego przez Radę Miasta Katowice. Przed budynkiem urzędu stał do końca sierpnia 2020 roku kiosk. O jego likwidację starała się od 2016 roku Rada Jednostki Pomocniczej nr 7 Załęże. Kiosk ten znajdował się w strefie ochrony konserwatorskiej, a na dodatek zaburzał ekspozycję budynku.
W dniu 19 maja 2022 roku Śląski Wojewódzki Konserwator Zabytków w Katowicach zawiadomił o wszczęciu postępowania w sprawie wpisu do rejestru zabytków bryły i elewacji gmachu dawnego ratusza gminy Załęże. Gmach ten został wpisany do rejestru zabytków 7 czerwca tego samego roku.
Na początku kwietnia 2024 na szczycie budynku w miejsce dotychczasowej atrapy zamontowano nowy zegar, będący repliką oryginalnego urządzenia. Koszt nowego zegara wyniósł około 34 tys. złotych.

## Charakterystyka
Budynek ratusza gminy Załęże znajduje się przy ulicy Gliwickiej 102 w Katowicach, w dzielnicy Załęże. Jest on wolnostojącym obiektem zbudowanym z cegły, trzykondygnacyjnym, kryty dachem dwuspadowym pokrytym dachówką. 
Architektonicznie reprezentuje styl neogotyku ceglanego. Elewacje ratusza są artykułowane cegłą zieloną. Ponadto gzyms, szczyt, portal i część okien są zwieńczone ostrołukowo. Nad wejściem głównym znajduje się inskrypcja z datą „1897”, a na szczycie zegar.
Budynek jest w zarządzie Komunalnego Zakładu Gospodarki Mieszkaniowej w Katowicach, zaś jego właścicielem jest Miasto Katowice. Wpisany jest do rejestru zabytków pod numerem A/998/2022, a także do gminnej ewidencji zabytków. 
W budynku swoją siedzibę ma Miejski Zespół do Spraw Orzekania o Niepełnosprawności w Katowicach.

## Galeria

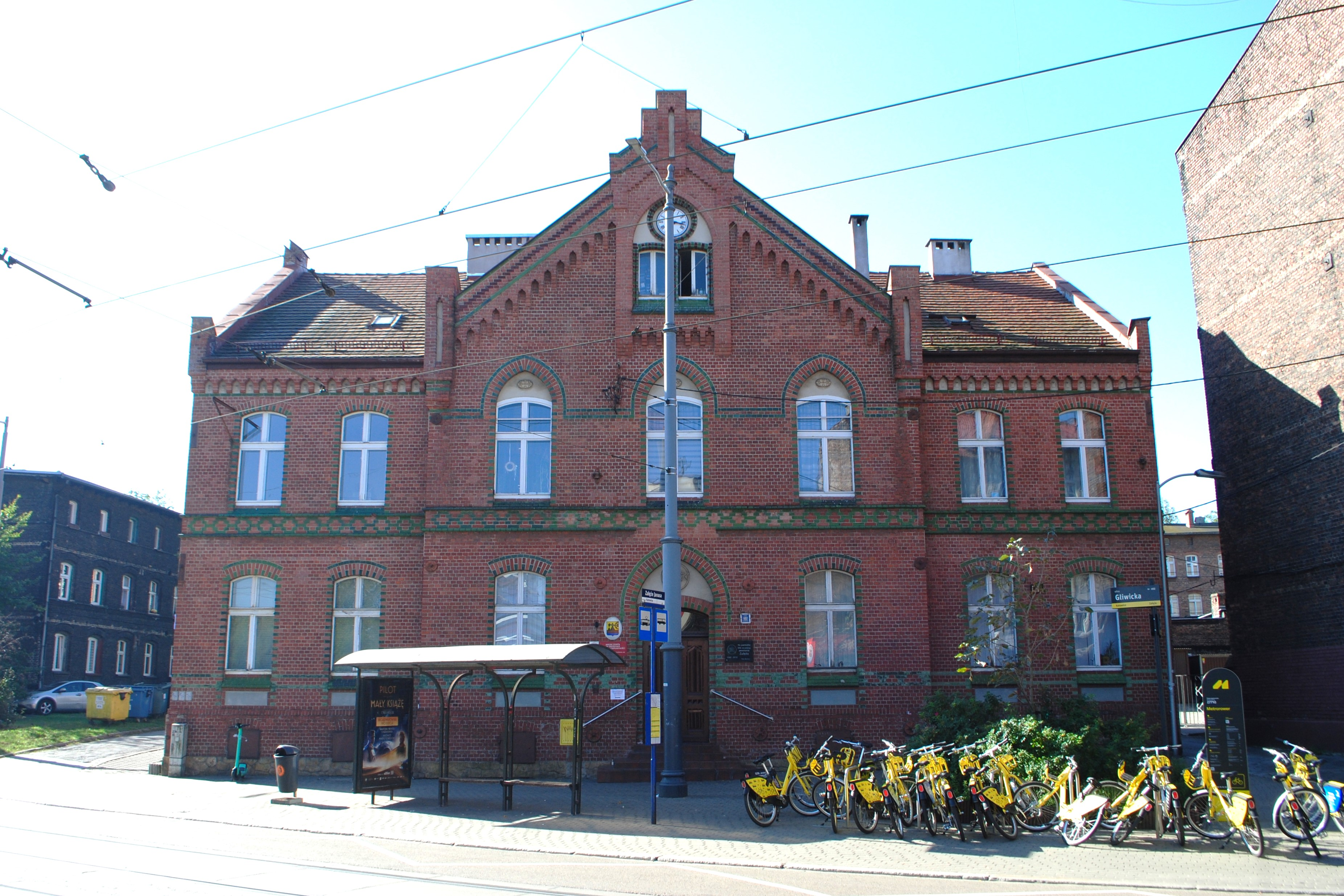
Fasada budynku (2024)
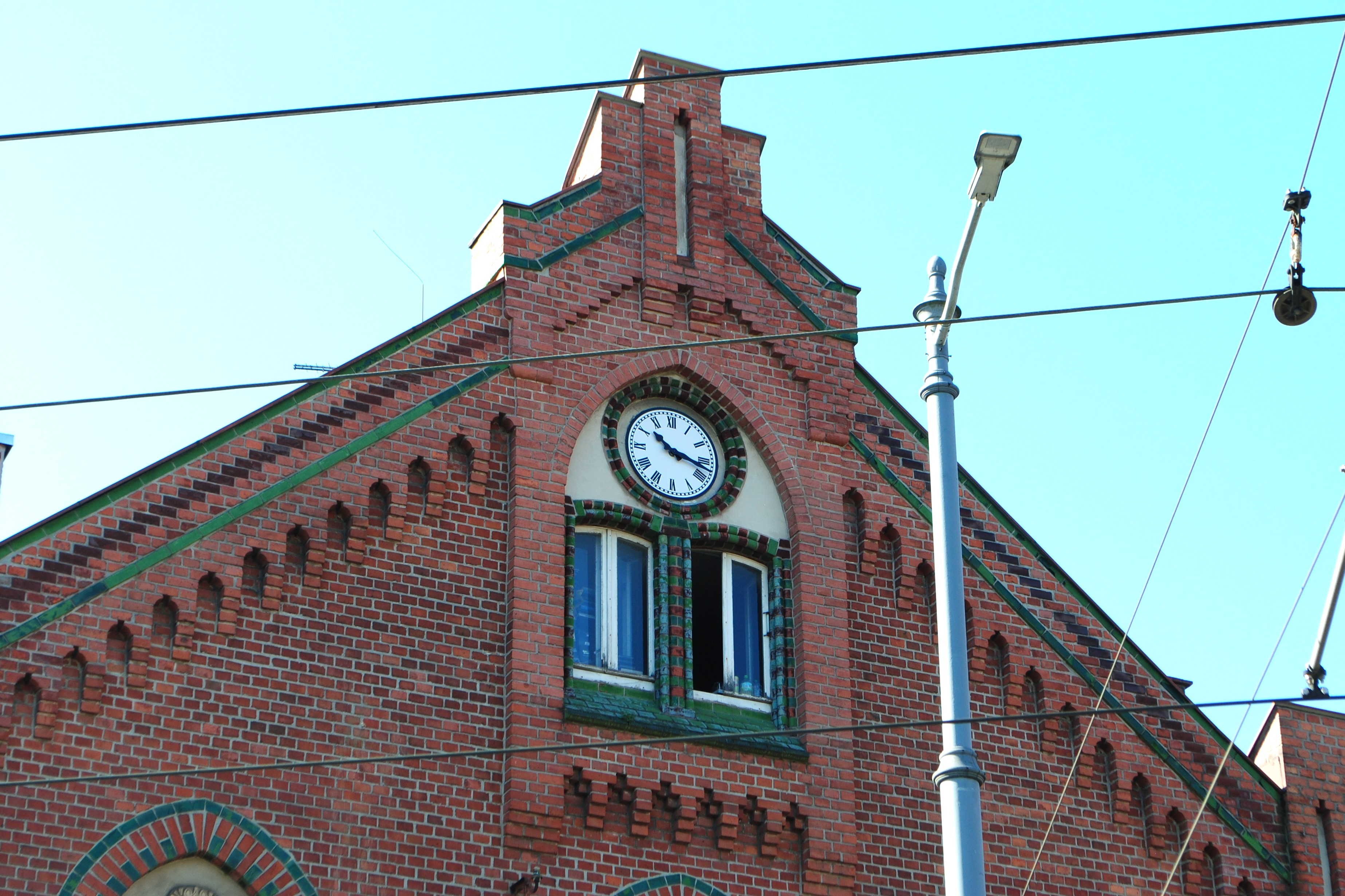
Szczyt fasady z zegarem (2024)
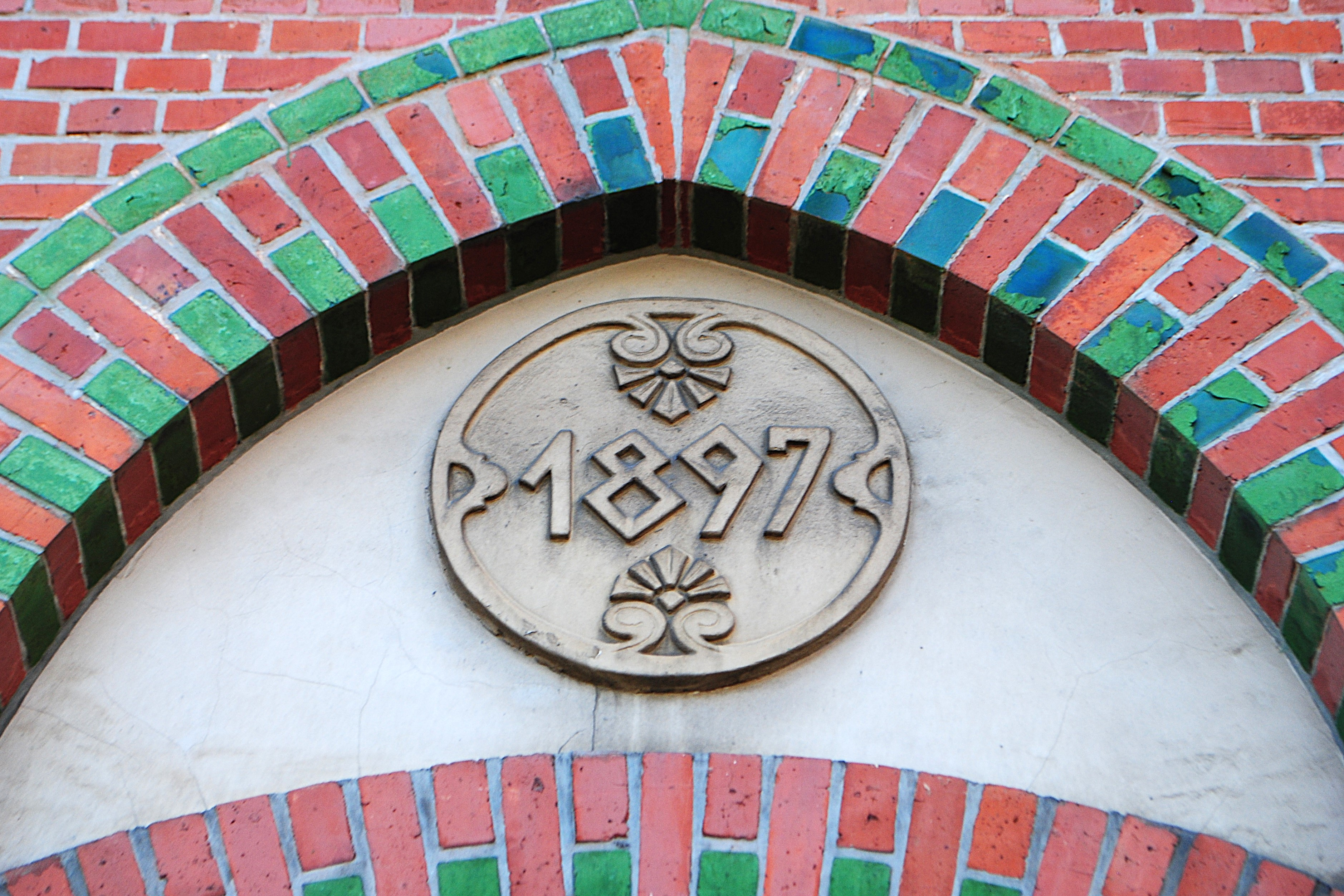
Inskrypcja z datą „1897”
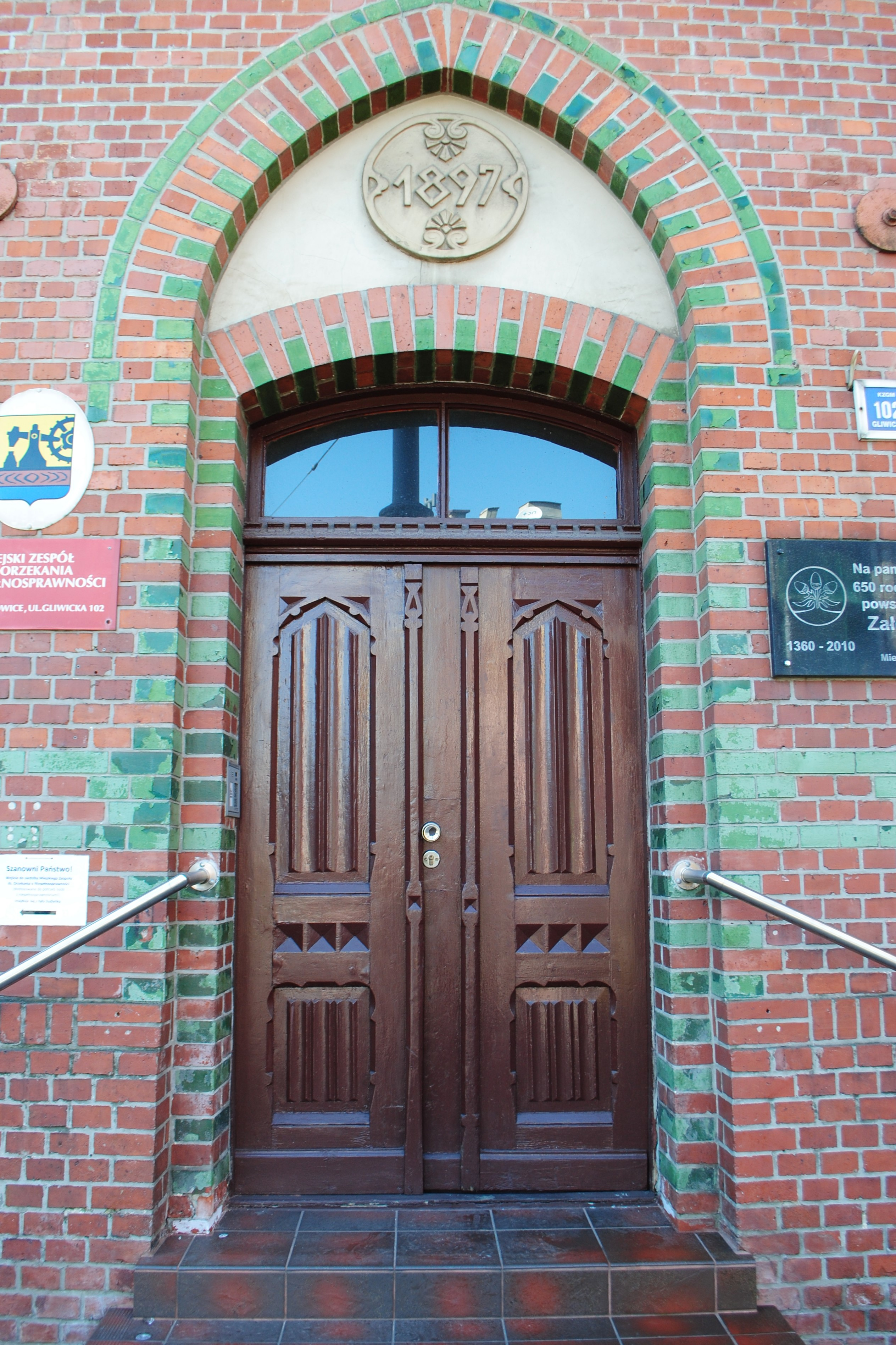
Wejście frontowe (2024)
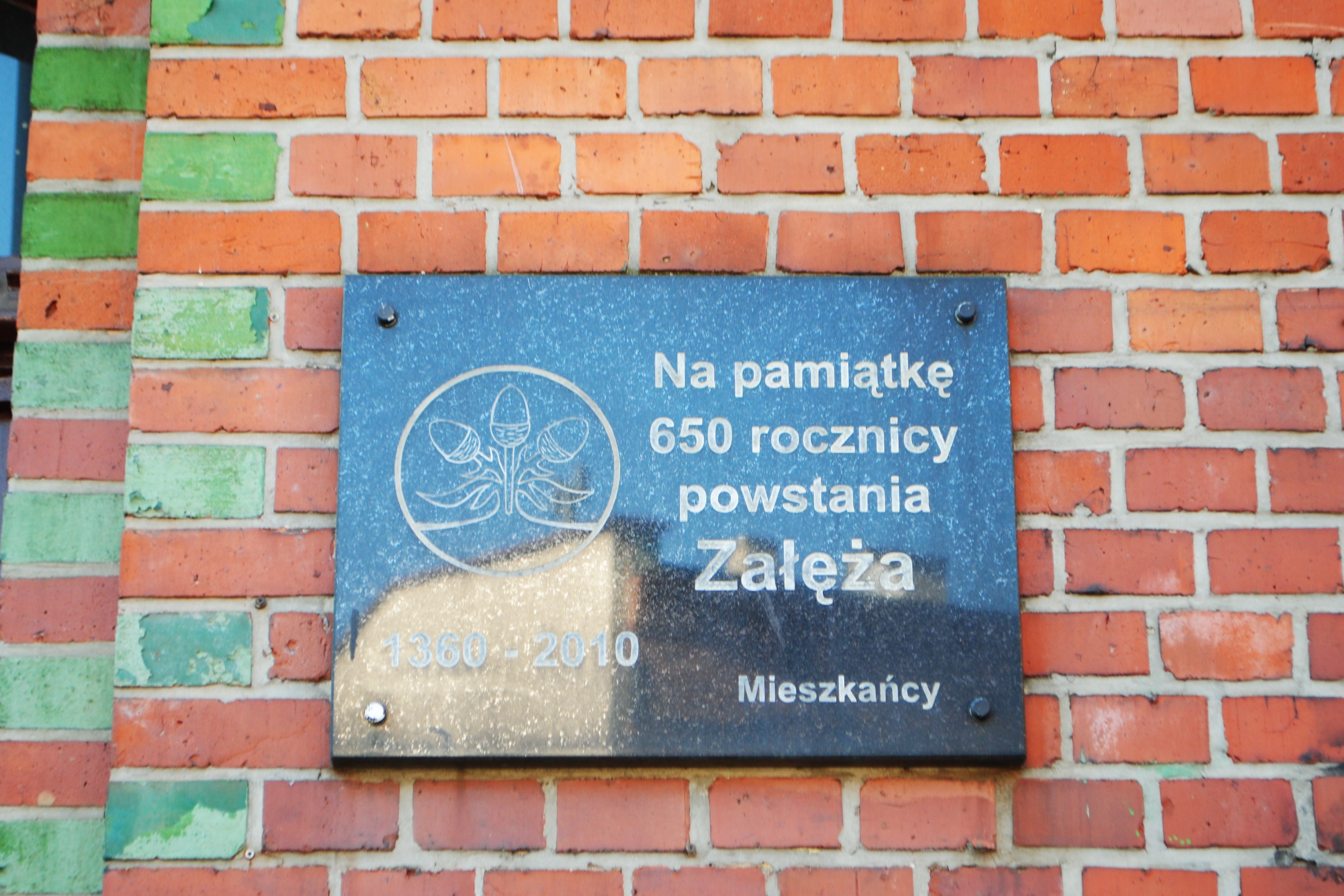
Tablica pamiątkowa na fasadzie (2024)